# ایل-ا-ویلن

ایل-ا-ویلن (به فرانسوی: Ille-et-Vilaine) سی و پنجمین شهرستان فرانسه است. شهرستان ایل -ا-ویلن در شمال غربی این کشور قرار دارد. این شهرستان زیرمجموعه ناحیه برتانی می‌باشد. مساحت این شهرستان ۶٬۷۹۱ کیلومتر مربع و جمعیت آن ۹۵۵٬۸۴۶ نفر است. این شهرستان در خلال انقلاب فرانسه بر پا گردید. جمعیت این شهرستان در خلال چند دهه گذشته به سرعت افزایش یافته‌است.